# Fred Bervoets
Fred Bervoets (Burcht, 12 mei 1942) is een Belgische schilder, tekenaar en graficus.

## Levensloop
Hij werd geboren tijdens de Tweede Wereldoorlog en groeide op in de rook van de fabrieken in de haven te Zwijndrecht en in de schaduw van de kerk van Burcht. Hij volgde opleidingen aan de Koninklijke Academie voor Schone Kunsten te Antwerpen en aan het Hoger Instituut voor Schone Kunsten aldaar. Zijn leermeesters waren Antoon Marstboom, Rik Slabbinck, Julien Creytens en René De Coninck. Reeds tijdens zijn studies genoot hij erkenning, zo ontving hij de Laurent Meeusprijs (1961), de Camiel Huysmansprijs (1963) en was hij laureaat van ‘300 jaar Academie’ (1964).
Het œuvre van Bervoets vertoont geen homogeniteit of continuïteit in de strikte zin van het woord. Zowel thematisch als stilistisch ondergaat zijn werk nogal wat veranderingen. Men deelt dan ook zijn œuvre vaak in ‘reeksen’ in. De periode van 1964 tot 1970 werd gekenmerkt door invloeden van de Cobrabeweging hoewel de werken steeds nauw op de leef- en ideeënwereld van Bervoets blijven aansluiten. Vanaf 1970 duiken er vaak slangen en darmachtige figuren op in zijn werken. Ze zijn de voorbodes van de Spagetti's - drukke vertellingen in een psychedelische sfeer op steeds grotere canvassen. In de periode 1972-1974 verlaat hij deze intensieve werkwijze en komen totems en kasten op de voorgrond. Daarnaast maakt hij steeds vaker gebruik van de assemblage-techniek, waarbij hij etsen combineert, verknipt en bijkleurt en ze op de doeken kleeft, of met spijkers en touwtjes vastmaakt. Hij maakte in deze periode vooral gebruik van grijs, blauw en groen met rode - agressieve - accenten. Deze gaat over in een reeks Grijzen ('75).
In zijn werken volgend op deze periode weerklinkt woede en verdriet om het verlies van zijn verfbroeder Jan Cox in 1980 en het drama van Wounded Knee op 27 februari 1973. Daarnaast vergroot hij kleine anekdotische krabbels met de episcoop en herschildert ze. In 1982 exposeerde hij in de KMSKA te Antwerpen en een jaar later ontving hij de Lobende Anerkennung van de jury van de Europese grafiek te Baden-Baden, na zijn deelname aan de 17e Biënnale van São Paulo. Voorts illustreerde hij onder meer werk van de dichter Marcel van Maele en als schilder-graficus maakte Bervoets meerdere grafiekedities (etsen, zeefdrukken, lithografieën en affiches) en grafiekmappen.
Vanaf 1987 worden zijn werken gekenmerkt door verminkte zelfportretten en littekens en worden zijn werken minder narratief. Ze werden veelal in de duisternis van de nacht gemaakt met acrylverf op ongeprepareerde doeken. Datzelfde jaar werd tevens gekenmerkt door de Nevada-cyclus, een reeks impressies - veelal op bruin inpakpapier of camouflagedoek - van zijn reis naar de Mojavewoestijn en zijn bezoek aldaar aan Albert Szukalski. In 1991 ontving hij de Staatsprijs voor Beeldende Kunst en in 1994 exposeerde hij zijn werk naast dat van Jean-Michel Basquiat(1960-1988) onder de titel A Museum in the making in het Scottsdale Center for the Performing Arts te Scottsdale. In 2004 werd de Louis Paul Boonprijs aan hem toegekend.  In 2007 stelde hij tentoon in het MUHKA te Antwerpen en  in 2009 verscheen van de hand van de fotograaf Dirk Vermeirre een fotoboek over Bervoets, waarbij hij hem portretteerde in zijn dagelijks leven.
Opmerkelijk in zijn recente werken is het feit dat hij steeds vaker in zijn eigen taferelen figureert. Zo is hij er op te zien als gespierde Aboriginal,  motorrijder of in een pijnlijke constellatie bij de dokter. Bekende werken uit deze periode zijn Klokken voor kanonnen (2002-'04), Welcome Home - De visvangst (2000), Buite-verblijf (2009) en De val van Fred (2012). Deze zijn te bezichtigen in een permanente tentoonstelling in Galerij De Zwarte Panter te Antwerpen. Daarnaast gaf hij lange tijd les aan de Koninklijke Academie voor Schone Kunsten te Antwerpen; hij was er de leermeester van onder anderen Kati Heck, Tom Liekens, Vaast Colson, Guy Donkers, Lieven Segers en Cindy Wright.
De in Antwerpen wonende en werkende Bervoets exposeerde onder meer in Antwerpen, Deurle, Gent, Heusden-Zolder, Knokke, Mechelen, Moskou, in de Amerikaanse Nevadawoestijn, Oostende, Turnhout en in zijn geboortestreek Burcht-Zwijndrecht.

## Selectieve bibliografie
- Pas, Johan en Van den Bussche, Willy "Fred Bervoets", Provinciaal Museum voor Moderne Kunst, Oostende en Galerie De Zwarte Panter, Antwerpen, 1992
- Cools, Jan Fred Bervoets Grafische notities, Antwerpen, 1993
- Ilegems, Paul Burchtse jaren, over de jeugd van Fred Bervoets, 2008
- Pas, Johan Fred Bervoets Prentwerk 1990-2010, 2011

- Digitale Bibliotheek voor de Nederlandse Letteren: berv007
- Gemeinsame Normdatei: 119384647
- International Standard Name Identifier: 0000 0000 7859 5666
- Library of Congress Control Number: n83072640
- MusicBrainz: fd1bffde-29c8-48ef-9059-f534fdb115aa
- Nederlandse Thesaurus van Auteursnamen: 06815836X
- RKD-Nederlands Instituut voor Kunstgeschiedenis: 7703
- Système universitaire de documentation: 156514559
- Union List of Artist Names: 500065278
- Virtual International Authority File: 18595898
- WorldCat: E39PBJrm8Y7VrY4DGXvyxyh8md